# مایک جونز
مایک جونز (انگلیسی: Mike Jones؛ زادهٔ ۱۹۷۱ میلادی) فیلم‌نامه‌نویس و روزنامه‌نگار اهل ایالات متحده آمریکا است. وی از سال ۱۹۹۵ میلادی تاکنون مشغول فعالیت بوده‌است.
از فیلم‌ها یا مجموعه‌های تلویزیونی که وی در آن‌ها نقش داشته‌است، می‌توان به شهر ارواح و سسمی استریت اشاره نمود.